# Гудимове
Гудимове (колишня назва Гудимова Слобода, або — Гудимівка) — село в Україні, в Обухівському районі Київської області. Населення становить 459 осіб.

## Назва
Село було засноване як Гудимова Слобода, але за радянської влади назву змінили на Перше Травня.
19 вересня 2024 року Верховна Рада підтримала перейменування села Перше Травня на Гудимове. 26 вересня 2024 року перейменування набуло чинності.

## Населення

### Мова
Розподіл населення за рідною мовою за даними перепису 2001 року:
| Мова       | Кількість | Відсоток |
| ---------- | --------- | -------- |
| українська | 454       | 98.91%   |
| російська  | 5         | 1.09%    |
| Усього     | 459       | 100%     |

## Географія
Селом тече річка Оршинка.

## Галерея

Сільська рада, клуб, бібліотека
Дерев'яна церква
Дитячий садок
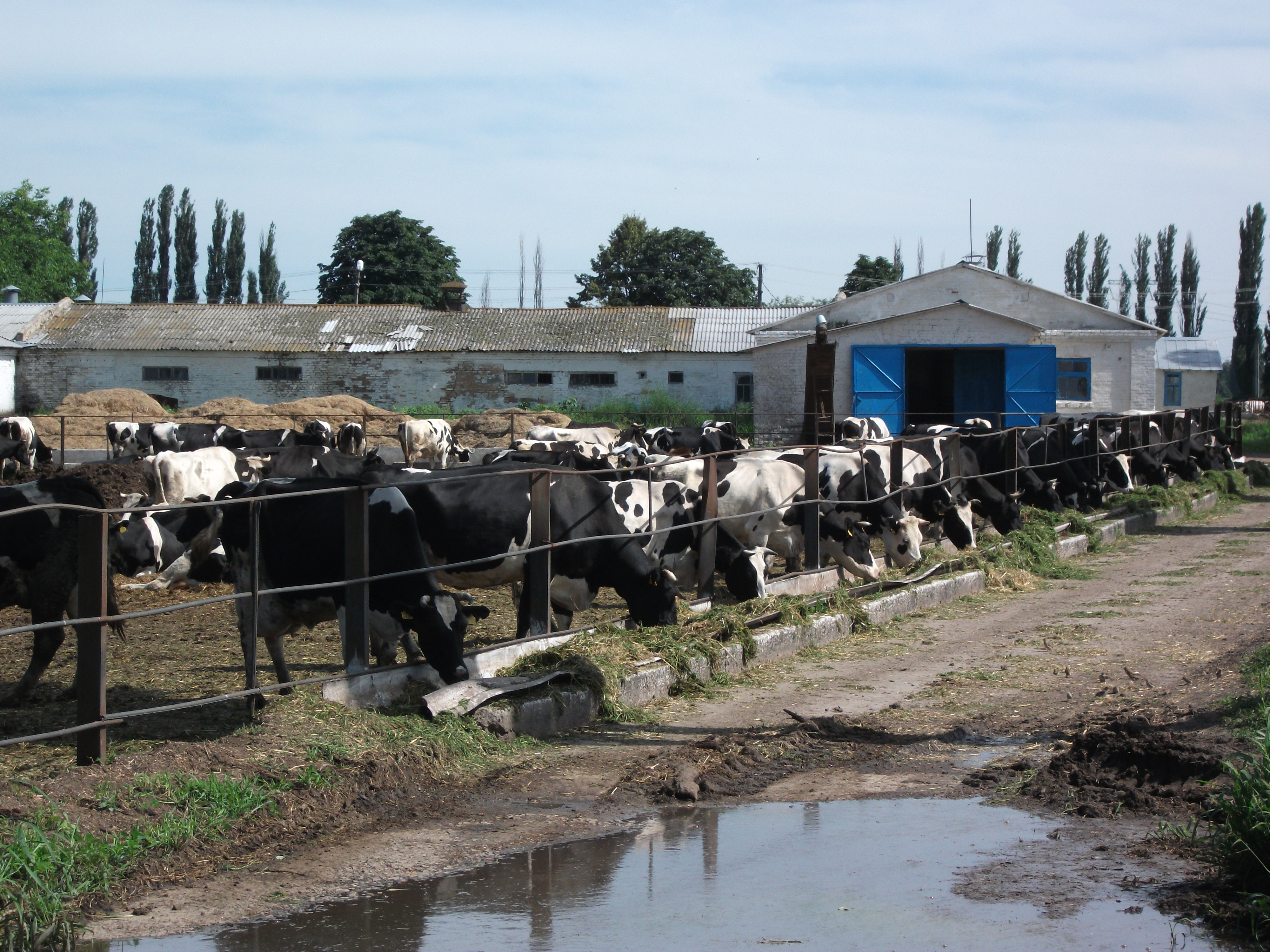
Місцеві корови